# Zabrachia tenella
Zabrachia tenella är en tvåvingeart som först beskrevs av Jaennicke 1866.  Zabrachia tenella ingår i släktet Zabrachia och familjen vapenflugor. Arten är reproducerande i Sverige. Inga underarter finns listade i Catalogue of Life.

## Bildgalleri

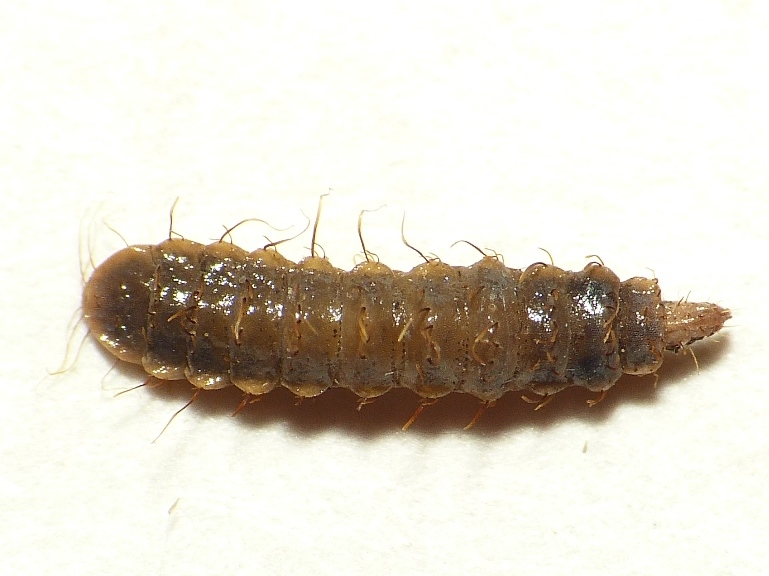
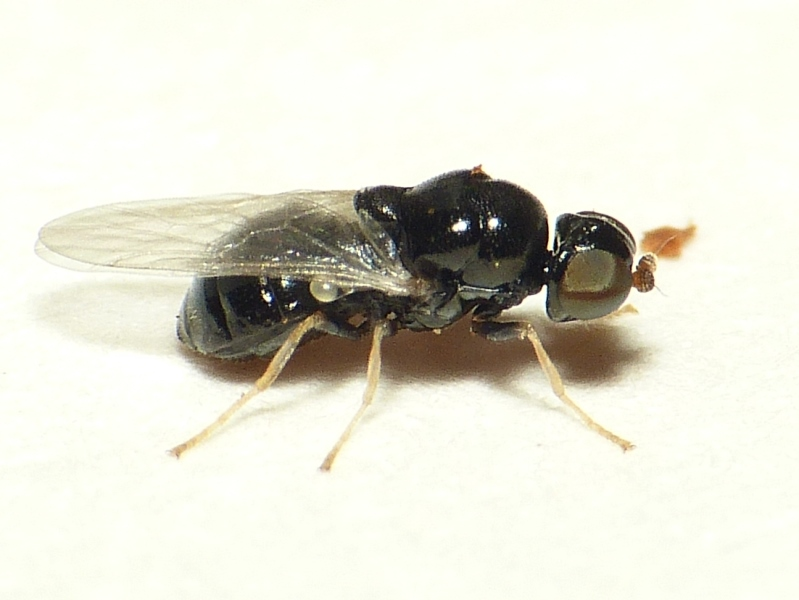
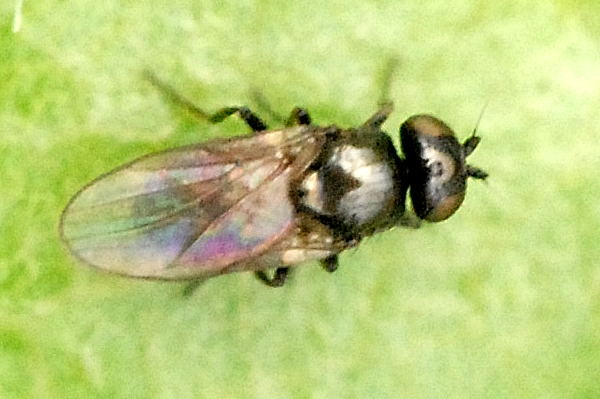